# Ye Chong
Ye Chong (förenklad kinesiska: 叶冲; traditionell kinesiska: 葉沖; pinyin: Yè Chōng), född den 29 november 1969 i Shanghai, Kina, är en kinesisk fäktare som bland annat tog OS-silver i herrarnas lagtävling i florett i samband med de olympiska fäktningstävlingarna 2004 i Aten.